# Královské dramatické divadlo
Královské dramatické divadlo (švédsky Kungliga Dramatiska Teatern nebo též hovorově Dramaten; anglicky Royal Dramatic Theatre) je švédské národní divadlo. Ročně se zde odehraje okolo jednoho tisíce představení.
Divadlo sídlí od svého založení v roce 1908 do dneška v secesní budově na náměstí Nybroplan ve Stockholmu. Divadlo postavil architekt Fredrik Lilljekvist a známí umělci jako Carl Milles či Carl Larsson se podíleli na jeho výzdobě. Některé z dekorací interiéru jsou dílem i prince Eugena.
Divadelní herecká škola, švédsky Dramatens elevskola, vychovala spoustu herců a režisérů jako byli například Gustaf Molander (který zde i učil), Alf Sjöberg, Greta Garbo, Signe Hassová, Ingrid Bergman, Gunnar Björnstrand, Max von Sydow či Bibi Andersson. V roce 1967 se škola oddělila a vytvořila samostatnou instituci, Vysokou školu divadelní ve Stockholmu (Teaterhögskolan i Stockholm).

## Historie
Švédské národní divadlo založil král Gustav III. v roce 1788. Bylo to v době, kdy se Královské divadlo (Kungliga Teatern) oficiálně rozdělilo na dvě. Královské divadlo (dnes známé jako Královská švédská opera) se tímto stalo výhradně operní scénou.
Specificky pro mluvené drama se postavilo nové divadlo s názvem Královské dramatické divadlo (Kungliga Dramatiska Teatern).
Královské dramatické divadlo bylo postaveno v roce 1788 přesně naproti budově opery Královského divadla v ulici Kungsträdgården ve Stockholmu s parkem uprostřed oddělující obě budovy. Zde Královské dramatické divadlo zůstalo až do roku 1907. Uváděly se zde nové hry 19. století: průkopnická díla Ibsena, Čechova jakož i pozdní dramatická tvorba Augusta Strindberga.
Na začátku 20. století však divadlo vyžadovalo nutnou renovaci a modernější jeviště. Od 80. let 19. století navíc čelilo silné konkurenci několika nových soukromých divadel ve Stockholmu, především Švédského divadla (Svenska teatern), které tehdy vedl Albert Ranft.
Mnohé původní švédské inscenace Ibsenových her jakož i německá a francouzská dramata se hrála ve Švédském divadle namísto v národním, které bylo obviňováno ze zastarání a stísněných prostor. Navrhovaly se různé přestavby, ale král Oskar II. nebyl ani s jednou z nich spokojen. Namísto toho se dospělo k dohodě, že se stará budova divadla celá strhne a postaví se divadlo nové, větší, modernější a na příhodnějším místě. Tímto místem se nakonec stalo náměstí Nybroplan, neboť bylo blíže tehdejšímu centru Stockholmu, a nadto malebně situované na nábřeží.
Fredrik Lilljekvist byl jmenován hlavním architektem a 18. února 1908 byla budova nového divadla na Nybroplanu otevřena uvedením Strinbergovy nové hry Pan Olof.

## Scény
Divadlo momentálně čítá osm scén:

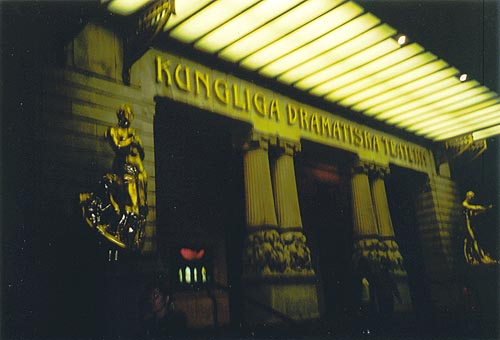
Královské dramatické divadlo v noci

- Velká scéna (Stora scenen) – hlavní scéna, od roku 1908 (720 míst)
- Malá scéna (Lilla scenen) – druhá scéna, od roku 1945; renovovaná a znovuotevřená v roce 2000 (340 míst)
- Malířský sál (Målarsalen) – od roku 1971; bývalé malířské studio pro divadelní dekorace (160 míst)
- Věž (Tornrummet) – malá intimní scéna dříve užívaná hereckou školou starého Královského dramatického divadla (60 míst)
- Lejonkulan – scéna pro školní představení
- Velká elektrárna (Stora Elverket) – scéna moderní/současné dramatické tvorby
- Malá elektrárna (Lilla Elverket)
- Strindbergovo intimní divadlo (Strindbergs Intima Teater) – divadlo Augusta Strindberga postavené v roce 1907, od roku 2002 znovu otevřené a provozované Královským dramatickým divadlem

## Generální ředitelé

### nového Královského dramatického divadla
- (2002) – Staffan Valdemar Holm
- (1997-2002) – Ingrid Dahlberg
- (1986-1997) – Lars Löfgren
- (1985-1985) – Ingvar Kjellson
- (1981-1985) – Lasse Pöysti
- (1975-1981) – Jan-Olof Strandberg
- (1966-1975) – Erland Josephson
- (1963-1966) – Ingmar Bergman
- (1951-1963) – Karl Ragnar Gierow
- (1948-1961) – Ragnar Josephson
- (1938-1948) – Pauline Brunius
- (1934-1938) – Olof Molander
- (1928-1934) – Erik Wettergren
- (1922-1928) – Tore Svennberg
- (1910-1922) – Tor Hedberg
- (1908-1910) – Knut Michaelson

### starého Královského dramatického divadla
- (1904-1907) – Gustaf Fredriksson
- (1898-1904) – Nils Personne
- (1888-1898) – Gustaf Fredriksson
- (1883-1888) – Anders Willman
- (1881-1883) – Henrik Westin
- (1866-1881) – Erik Vilhelm af Edholm
- (1861-1866) – Eugène von Stedingk
- (1860-1860) – Daniel Hwasser
- (1856-1860) – Gunnar Olof Hyltén-Cavallius
- (1852-1856) – Knut Bonde
- (1848-1852) – Svante Gustaf Schyberg
- (1844-1848) – Hugo Adolf Hamilton
- (1840-1844) – Svante Gustaf Schyberg
- (1838-1840) – Karl David Forsberg
- (1838-1844) – Alexis Baeckman
- (1832-1838) – Per Westerstrand
- (1831-1832) – Bernhard von Beskow
- (1827-1831) – Karl Johan Puke
- (1823-1827) – Gustaf Lagerbjelke
- (1818-1823) – Gustav Fredrik Åkerhielm
- (1818-1818) – Crown Prince Oscar
- (1818-1818) – J.P. Törner
- (1812-1818) – Gustav Löwenhielm
- (1810-1812) – Anders Fredrik Skjöldebrand
- (1804-1810) – Abraham Niklas Clewberg-Edelcrantz
- (1798-1804) – J. Hugo Hamilton
- (1792-1798) – Klaes Rålamb
- (1788-1792) – Gustaf Mauritz Armfelt